# Mosman, New South Wales
Mosman este o suburbie în Sydney, Australia.